# Diocesi di Albacete
La diocesi di Albacete (in latino Dioecesis Albasitensis) è una sede della Chiesa cattolica in Spagna suffraganea dell'arcidiocesi di Toledo. Nel 2023 contava 365.950 battezzati su 385.727 abitanti. È retta dal vescovo Ángel Román Idígoras.

## Territorio
La diocesi comprende la provincia di Albacete, nella regione di Castiglia-La Mancia.
Sede vescovile è la città di Albacete, dove si trova la cattedrale di San Giovanni Battista.
Il territorio si estende su 14.926 km² ed è suddiviso in 194 parrocchie, raggruppate in 4 zone pastorali, di cui ciascuna conta 3 arcipresbiterati:
- la zona pastorale di Albacete è costituita dai 3 arcipresbiterati della città;
- la zona pastorale de La Mancha comprende gli arcipresbiterati di Villarrobledo, La Roda e La Manchuela;
- la zona pastorale di Levante comprende gli arcipresbiterati di Chinchilla, Almansa e Hellín;
- la zona pastorale della Sierra comprende gli arcipresbiterati di Alcaraz, Elche de la Sierra-Yeste e Peñas de San Pedro.

## Storia
La diocesi è stata eretta il 2 novembre 1949 con la bolla Inter praecipua di papa Pio XII, ricavandone il territorio dalle diocesi di Cartagena, di Cuenca e di Orihuela. Originariamente era suffraganea dell'arcidiocesi di Valencia. Contestualmente la Beata Maria Vergine, nota con il titolo di Los Llanos, è stata proclamata patrona della nuova diocesi.
Il 5 maggio 1955 è stata consacrata la cattedrale di Albacete.
Il 25 luglio 1966 la diocesi si è ampliata per includere tutta la provincia di Albacete, di cui una porzione era rimasta soggetta all'arcidiocesi di Toledo.
Il 28 luglio 1994 è entrata a far parte della provincia ecclesiastica di Toledo.

## Cronotassi dei vescovi
Si omettono i periodi di sede vacante non superiori ai 2 anni o non storicamente accertati.
- Arturo Tabera Araoz, C.M.F. † (13 maggio 1950 - 23 luglio 1968 nominato arcivescovo di Pamplona)
- Ireneo García Alonso † (7 dicembre 1968 - 4 agosto 1980 dimesso)
- Victorio Oliver Domingo (27 maggio 1981 - 22 febbraio 1996 nominato vescovo di Orihuela-Alicante)
- Francisco Cases Andreu (26 giugno 1996 - 26 novembre 2005 nominato vescovo delle Isole Canarie)
- Ciriaco Benavente Mateos (15 ottobre 2006 - 25 settembre 2018 ritirato)
- Ángel Fernández Collado (25 settembre 2018 - 9 aprile 2024 dimesso)
- Ángel Román Idígoras, dal 6 marzo 2025

## Statistiche
La diocesi nel 2023 su una popolazione di 385.727 persone contava 365.950 battezzati, corrispondenti al 94,9% del totale.
| anno | popolazione | popolazione | popolazione | presbiteri | presbiteri | presbiteri | presbiteri                | diaconi | religiosi | religiosi | parrocchie |
| anno | battezzati  | totale      | %           | numero     | secolari   | regolari   | battezzati per presbitero | diaconi | uomini    | donne     | parrocchie |
| ---- | ----------- | ----------- | ----------- | ---------- | ---------- | ---------- | ------------------------- | ------- | --------- | --------- | ---------- |
| 1950 | 307.000     | 308.270     | 99,6        | 97         | 72         | 25         | 3.164                     |         | 54        | 206       | 82         |
| 1958 | 304.500     | 305.000     | 99,8        | 171        | 135        | 36         | 1.780                     |         | 115       | 387       | 156        |
| 1970 | 341.660     | 342.260     | 99,8        | 223        | 181        | 42         | 1.532                     |         | 59        | 488       | 194        |
| 1980 | 343.000     | 344.000     | 99,7        | 183        | 142        | 41         | 1.874                     |         | 57        | 502       | 191        |
| 1990 | 357.000     | 358.000     | 99,7        | 177        | 135        | 42         | 2.016                     |         | 66        | 484       | 192        |
| 2000 | 356.327     | 361.327     | 98,6        | 185        | 146        | 39         | 1.926                     | 4       | 55        | 428       | 192        |
| 2001 | 356.021     | 361.021     | 98,6        | 187        | 151        | 36         | 1.903                     | 3       | 52        | 425       | 192        |
| 2002 | 362.283     | 367.283     | 98,6        | 189        | 153        | 36         | 1.916                     | 3       | 52        | 410       | 192        |
| 2003 | 366.953     | 371.787     | 98,7        | 189        | 154        | 35         | 1.941                     | 3       | 48        | 374       | 194        |
| 2004 | 371.859     | 376.787     | 98,7        | 195        | 152        | 43         | 1.906                     | 3       | 50        | 372       | 194        |
| 2006 | 376.947     | 384.640     | 98,0        | 181        | 149        | 32         | 2.082                     | 3       | 42        | 394       | 193        |
| 2012 | 376.947     | 402.318     | 96,9        | 171        | 140        | 31         | 2.279                     | 9       | 39        | 312       | 193        |
| 2015 | 379.791     | 396.987     | 95,7        | 166        | 142        | 24         | 2.287                     | 13      | 33        | 264       | 193        |
| 2018 | 374.230     | 390.032     | 95,9        | 159        | 136        | 23         | 2.353                     | 13      | 35        | 242       | 193        |
| 2020 | 369.805     | 388.167     | 95,3        | 148        | 127        | 21         | 2.498                     | 16      | 28        | 235       | 194        |
| 2022 | 369.501     | 386.464     | 95,6        | 138        | 122        | 16         | 2.677                     | 14      | 22        | 209       | 194        |
| 2023 | 365.950     | 385.727     | 94,9        | 127        | 114        | 13         | 2.881                     | 16      | 22        | 195       | 194        |

## Istituti religiosi presenti in diocesi
Nel 2013 contavano case in diocesi i seguenti istituti religiosi:
- Ancelle di Maria Immacolata
- Apostoliche del Cuore di Gesù
- Carmelitane
- Carmelitane scalze
- Chierici regolari poveri della Madre di Dio delle scuole pie
- Cistercensi
- Clarisse
- Confederazione dell'oratorio di San Filippo Neri
- Congregazione della missione
- Figli di Maria Immacolata
- Figlie della Carità di San Vincenzo de' Paoli
- Figlie di Maria Ausiliatrice
- Francescani della Croce Bianca
- Istituto di Maria Madre dell'Unità
- Istituzione benefica del Sacro Cuore
- Mercedarie del Santissimo Sacramento
- Missionarie crociate della Chiesa
- Missionarie della Carità e della Provvidenza
- Operaie del Divino Maestro

- Ordine della Beata Vergine del Monte Carmelo
- Ordine dei frati minori
- Orsoline di Gesù
- Piccole suore degli anziani abbandonati
- Religiose domenicane dell'Annunziata
- Religiosi terziari cappuccini di Nostra Signora Addolorata
- Società salesiana di San Giovanni Bosco
- Suore apostoliche di Cristo Crocifisso
- Suore carmelitane del Sacro Cuore di Gesù
- Suore dell'Amor di Dio
- Suore della Beata Vergine Maria del Monte Carmelo
- Suore della Carità di Nostra Signora della Mercede
- Suore di Nostra Signora della Consolazione
- Suore francescane missionarie della Natività di Nostra Signora
- Suore presentazioniste parrocchiali
- Suore salesiane del Sacro Cuore di Gesù
- Suore trinitarie di Madrid
- Terziarie regolari francescane